# 주문형 비디오
주문형 비디오(video on demand, VOD, 문화어: 비데오요구응답) 서비스는 기존의 공중파 방송과는 다르게 인터넷 등의 통신 회선을 사용하여 원하는 시간에 원하는 매체를 볼 수 있도록 하는 서비스이다. VOD 시스템은 매체를 스트리밍 혹은 다운로드 방식으로 전송하여 보여 준다. 많은 VOD 시스템은 비디오 레코더 같은 조작 방식을 채용하려고 노력하고 있다. 대한항공 및 아시아나항공 등 많은 항공사의 비행기들이 AVOD를 장착하고 있으나, 국내선에는 없는 경우가 더 많다.

## 대한민국
대한민국의 방송 매체에서도 VOD를 도입하려는 시도를 하고 있다. 위성방송 KT스카이라이프의 경우 여러 채널에서 같은 영화를 30분 단위 등 PPV(편당 구매 콘텐츠) 방식으로 방송하면서 VOD의 장점을 도입하였으며, KT의 올레TV 라이브를 비롯한, SK브로드밴드의 Btv 등 통신 3사 IPTV는 물론 디지털CATV 에서도 인터넷 기반 VOD 서비스를 하고 있다.
VOD는 영화 중심으로 시작되었으며, 1999년말부터 서비스가 시작되었다. 2000년에 본 서비스를 시작했던 회사들은 시네웰컴, https://web.archive.org/web/20180819220441/http://www.cinepark.com/ 시네파크 등이 있으며, 많은 업체들이 이후에 탄생하였다.

## OTT 서비스
OTT 서비스는 종전은 N스크린이었으나, 하나의 콘텐츠를 여러 개의 기기에서 연속으로 즐길 수 있는 서비스를 의미한다. 스마트폰과 태블릿PC, 노트북, 스마트TV 등 다양한 디지털 기기가 보급되면서 언제 어디서나 다양한 콘텐츠를 즐길 수 있게 되었다. 그러나 콘텐츠의 지적 재산권이 심각하게 침해받을 수 있다는 의견도 있다.

## 같이 보기
- 콘텐츠
- 비디오 영화
- OTT 서비스